# Minna Lang
Minna (Wilhelmine) Lang (* 20. März 1891 in Sackisch, Landkreis Glatz, Provinz Schlesien; † 30. Juli 1959 in Pforzheim) war eine deutsche Physikerin, Lehrerin und Wissenschaftsjournalistin. 1917 war sie die erste Frau, die an der Johann Wolfgang Goethe-Universität Frankfurt am Main im Fach Physik promoviert wurde. Nach dem Zweiten Weltkrieg begründete sie eine bedeutende Sammlung oberpliozäner Mastodon-Reste in Meiningen (Südthüringen).

## Leben
Die Tochter des Kaufmanns Wilhelm Lang und seiner Frau Willy Lang, geborene Freund, besuchte mit ihrer jüngeren Schwester Käthe eine Privatschule in Berlin. Als ihr Vater 1899 starb, kehrte die Mutter mit den beiden Töchtern in ihr Elternhaus nach Frankfurt am Main zurück, wo sie die Humboldtschule (höhere Mädchenschule) besuchten. Da die finanzielle Lage der Familie sehr angespannt war, entschloss sich Minna danach für das Lehrerinnenseminar, für dessen Besuch kein Abitur vorausgesetzt wurde. Hier lernte sie Emmy Klieneberger kennen, mit der sie eine lebenslange Freundschaft verband. Nachdem sie 1911 das Examen abgelegt hatte, unterrichtete sie an der Elisabethenschule, entschloss sich dann aber ihre Ausbildung fortzusetzen. Da es in Frankfurt noch keine Universität gab, besuchte sie die Mathematik- und Physikkurse an der Akademie für Sozial- und Handelswissenschaften, aus der dann die Universität hervorging.
Ab dem Wintersemester 1914 konnte Minna Lang an der neu gegründeten Universität in Frankfurt studieren. Nach zwei Semestern wurde sie Assistentin von Richard Wachsmuth, bei dem sie auch promovierte. Bei den Messungen für die Arbeit „Absorption harter Röntgenstrahlen in Gasen“ wurde sie von Friedrich Dessauer unterstützt. Gemeinsam legten sie am 5. Februar 1917 die mündliche Promotionsprüfung ab. Da die wohl einzige Möglichkeit eines Broterwerbs für Frauen mit naturwissenschaftlichem Studium damals das Lehramt war, machte sie die Staatsexamen für die Fächer Physik, Botanik, Zoologie und Mathematik. Am 1. April 1918 wurde ihr vom Königlichen Provinzialschulkollegium die „Anstellungsfähigkeit als Oberlehrerin an Lyzeen und weiterführenden Bildungsanstalten für die weibliche Jugend“ zuerkannt.
Neben ihrer Tätigkeit als Lehrerin an einem Lyzeum mit Lehrerinnenseminar in Meiningen von 1919 bis 1947 war sie als Wissenschaftsjournalistin tätig. Durch ihre zahlreichen Aufsätze in der Tagespresse zu Themen der Astronomie, der Botanik und Paläontologie wurde sie einem breiten Publikum bekannt. Ihre Kenntnisse erwarb sie durch die Aufnahme persönlicher Kontakte mit berühmten Wissenschaftlern. Der Astronom Cuno Hoffmeister korrespondierte mit ihr und ermöglichte es ihr an der Sternwarte Sonneberg zu arbeiten. Ihr Interesse an Geologie vertiefte sie durch persönlichen Kontakt mit Georg Wagner, der ihr Mentor wurde.
Von den politischen Ereignissen und dem zunehmenden Einfluss der Nationalsozialisten blieb auch Minna Lang nicht unbehelligt. Unterstützung suchte sie in dieser Zeit im Briefwechsel mit Friedrich Dessauer, Otto Hahn und Max Planck. Nachdem ihr vorgeworfen wurde, im Physikunterricht die Theorien des „Juden“ Albert Einstein zu verbreiten, wandte sie sich an den von den Nationalsozialisten anerkannten Physiker Max Planck. Sie bat ihn, sich öffentlich zu Einstein zu bekennen. Planck schrieb ihr am 2. Januar 1933: „Was mich betrifft, so habe ich seit Jahren in Wort und Schrift ... aufs deutlichste meine Wertschätzung seiner wissenschaftlichen Großtaten darzulegen und zu begründen gesucht. Aber auf politisches Gebiet überzugehen habe ich auf Grund mancher unliebsamen Erfahrung endgültig verzichtet.“ Er teilte ihr mit, dass er sich „nicht imstande fühle, auch nur mit wenigen Worten mich in einer Tageszeitung über diese Dinge zu äußern.“ Am 21. Juni 1937 beantragte sie die Aufnahme in die NSDAP und wurde rückwirkend zum 1. Mai desselben Jahres aufgenommen (Mitgliedsnummer 5.488.813). Nach Kriegsende wurde sie deshalb aus dem Schuldienst entlassen und musste sich ein neues Betätigungsfeld suchen.
Im Februar 1945 rettete Minna Lang nach einem Luftangriff auf Meiningen mit einer Kollegin die Reste der naturwissenschaftlichen Sammlung des Realgymnasiums in das Meininger Schloss Elisabethenburg und legte damit den Grundstein für die naturwissenschaftliche Abteilung des Museums, die sie in der Folgezeit als Kustodin aufbaute und betreute. Als sie 1949 Mastodonzähne erhielt, die nahe Sülzfeld bei Meiningen gefunden wurden, wandte sie sich unter anderem an den Kustos des Naturkundemuseums Berlin, Wilhelm Otto Dietrich, der ihr in der weiteren Betreuung von Ausgrabung und Bestimmung der Funde zur Seite stand. Minna Langs systematische Sammlung führte zur Einrichtung eines Mastodon-Saals im Meininger Museum, der 1953 eröffnet wurde. Die Sammlung befindet sich heute überwiegend in der Südthüringischen Sammlung des Bereichs Quartärpaläontologie Weimar sowie im Naturhistorischen Museum Schleusingen. 1978 wurde zwischen Untermaßfeld und Meiningen mit der Ur-Werra eine große Komplexfundstelle entdeckt, die heute einer der bedeutendsten Ausgrabungsorte Europas für Tiere der frühen Eiszeit ist. Minna Lang starb 1959 und hat so diese bedeutende Entwicklung nicht mehr miterlebt.
Nach Minna Lang ist die Minna-Lang-Hütte am östlichen Stadtrand von Meiningen benannt. Das große Blockhaus, in dem sich anfangs eine naturwissenschaftliche Vogellehrschau befand, wird heute als Veranstaltungs- und Versammlungsort genutzt.

## Schriften
- Untersuchungen über die Absorption harter Röntgenstrahlen in Gasen. Dissertation, 86 S., 1 Taf., Frankfurt am Main 1917
- Untersuchungen über die Absorption harter Röntgenstrahlen in Gasen. In: Annalen der Physik, Vierte Folge, 53, 12, 1917, S. 279–319 (archive.org), Tafel III (archive.org)
- Untersuchungen über die Absorption harter Röntgenstrahlen in Gasen (Fortsetzung). In: Annalen der Physik, Vierte Folge, 53, 13, 1917, S. 337–372 (archive.org)
- Die Lebewelt der Keuper-Zeit im Paläontologischen Heimatmuseum Bedheim. In: Natur und Volk, 66, 11, 1936, S. 582–586
- mit Friedrich von Huene: Die Saurier Thüringens, nach Erhebungen ihres centralen Betreuers Dr. med. u. Dr. rer. nat. h.c. Hugo Rühle von Lilienstern. Gustav Fischer, Jena 1952
- Auf Spuren oberpliozäner Mastodonten. In: Unsere Heimat, 1, 1, 1955, S. 53–63
- mit Friedrich von Huene: Hugo Rühle von Lilienstern (1882–1946). In: Paläontologische Zeitschrift, 30, 1956, S. 215–217